# Abdalaque I
Abu Maomé Abdalaque I, Abde Alhaque I, ou Abde Alaque I (em árabe: أبو محمد عبد الحق; romaniz.: Abū Muḥammad ʿAbd al-Ḥaqq) foi o primeiro chefe conhecido dos Benamerim (merínidas), a dinastia que fundaria o Império Merínida (no atual Marrocos) de cerca de 1195 até 1217. Foi sucedido por seu filho Abuçaíde Otomão I (r. 1217–1240).

## Vida
Os Benamerim (merínidas) eram uma tribo berbere zeneta seminômade que no século XII praticava a transumância na região entre Figuigue e o rio Mulucha, onde hoje é o leste do Marrocos. Ao contrário de muitas tribos zenetas na região, não se juntaram aos almóadas quando conquistaram o Magrebe. Mais tarde, seu chefe Muiu lutou ao lado dos almóadas e participou da Batalha de Alarcos em 1195, onde morreu devido aos ferimentos. Posteriormente, a liderança da tribo passou para Abdalaque I, que foi descrito como um asceta muçulmano. Os almóadas sofreram severa derrota contra os reinos cristãos da Península Ibérica em 16 de julho de 1212 na Batalha de Navas de Tolosa. A grande perda de vidas deixou o Califado Almóada enfraquecido e algumas de suas regiões um tanto despovoadas. Logo depois, em 1213/14, os merínidas aproveitaram a situação e entraram com força nas terras cultivadas do nordeste do Marrocos, sob a liderança de Abdalaque. Progressivamente ocuparam terras até a região do Rife, forçando assentamentos e cidades a lhes pagarem impostos. Supostamente os exércitos califais de Abu Iacube Iúçufe II (r. 1213–1223/24) os enfrentaram numa batalha às margens do rio Nacur em 1216, mas a julgar pela pouca fiabilidade das fontes que atestam o conflito, é possível que essa batalha não tenha ocorrido. Em 1217, um exército almóada, unido pelos árabes Banu Riá, derrotou Abdalaque em batalha. Abdalaque foi morto e os merínidas foram repelidos da região por um tempo. A liderança dos merínidas passou para o filho do falecido, Abuçaíde Otomão I.